# Divisione di Azamgarh
La divisione di Azamgarh è una divisione dello stato federato indiano dell'Uttar Pradesh, di 8 552 514 abitanti. Il suo capoluogo è Azamgarh.
La divisione di Azamgarh comprende i distretti di Azamgarh, Ballia e Mau.